# Ступиниджи (ловен павилион)
Ловният павилион „Ступиниджи“ (на италиански: Palazzina di caccia di Stupinigi) е резиденция в град Никелино, Северна Италия, първоначално използвана за лов, построена за Савойската династия между 1729 и 1733 г. по проект на архитекта Филипо Ювара. Мястото, част от веригата на Савойските кралски резиденции в Пиемонт, е обявено от ЮНЕСКО за обект на световното културно наследство през 1997 г.

## Местоположение
Ловният павилион се намира в единственото едноименно подселище (Ступиниджи) на община Никелино, на 10 км южно от град Торино, Северна Италия. Терминът „ловен павилион“ се отнася конкретно до дворцовия комплекс; владенията на Ступиниджи обаче включват и настоящия Природен парк „Ступиниджи“.

## История

### Произход
Територията, определена през Средновековието като Suppunicum, вече има малък замък, все още видим на изток от сградата. Той в древността е построен с намерението да защитава Монкалиери: това е владение на Савоя-Ахая – кадетски клон на управляващата Пиемонт Савойска династия. Попада под собствеността на херцог Амадей VIII Савойски едва когато последният представител на клона умира през 1418 г. Затова Амадей VIII решава да остави замъка като собственост през 1439 г. на член на семейството, с което е свързан – маркиз Палавичино ди Дзибело.
Савоя обаче успяват да си върнат притежанието върху него, когато Емануил Филиберт Савойски поисква собствеността през 1564 г., отчуждавайки я от сем. Палавичино. По волята на херцога замъкът и прилежащите земи са оставени на Ордена на св. Маврикий. Тъй като великият магистър на ордена е и глава на Савойския дом, замъкът Ступиниджи се оказва управляван директно от различните савойски суверени. Именно през периода на Емануил Филиберт богатите земи в съседство на замъка стават едно от любимите места на суверена и на  неговия двор за ловни пътувания, заедно с горите на Алтесано (където е построен дворецът на Венария Реале в средата на XVII век).

### XVIII век и блясъкът на трансформацията в кралски ловен павилион
Виктор Амадей II Савойски е този, който решава да трансформира комплекса във форми, достойни за кралската титла, до която Савойският дом се издига. През април 1729 г., когато вече е решил да абдикира, той поверява проекта на Филипо Ювара като вид наследство за първия си градски архитект и за сина си Карл Емануил III. Официално ловният павилион е открит на празника на Свети Хуберт през 1731 г. и оттогава там се провеждат многобройни ловни излети. Сградата обаче е завършена (в своята фаза на Ювара) едва с работите от 1735 – 1737 г., когато, наред с други неща, е завършена декорацията на апартаментите на краля и на кралицата. Поради Войната за полското наследство истинското откриване на комплекса за придворен живот се състои  през май 1739 г. по случай посещението в Торино на Великия херцог на Тоскана Франц I, бъдещ император на Свещената Римска империя империя и брат на кралицата на Сардиния Елизабет Тереза.
Важно е да се разбере, че през XVIII век Ступиниджи не е истинска резиденция в смисъла на място, където суверените и техният двор се местят за повече или по-малко дълги престои. Както показват последните проучвания, савойските суверени пребивават в Торино само за няколко месеца, обикновено от Коледа до Великден: след което започват да се местят във веригата от резиденции около столицата, редувайки такива престои с пътувания извън Пиемонт (особено до Савоя и по-рядко до Ница). Основните им резиденции остават във Венария и Монкалиери до края на XVIII век. Ступиниджи обикновено се използва като ловен павилион и е място за кратък престой, обикновено най-много една или две нощувки. Това обяснява защо до Реставрацията Ступиниджи няма собствен управител (както Венария и Монкалиери).
Въпреки че резиденциите във Венария и в Монкалиери (последната особено от 1773 г., с възкачването на престола на Виктор Амадей III и Мария-Антония Фердинанда) остават основните места за придворни празненства, от 1860-те г. Ступиниджи също се използва, макар и от време на време, за важни приеми, особено при посещения на важни гости. От голямо значение е празнуването през 1773 г. на брака между Мария Тереза Савойска и графа на Артоа (бъдещият крал на Франция Шарл X). Сред гостите са император Йозеф II през 1769 г., Павел Романов (бъдещ цар Павел I) и съпругата му през 1782 г. и кралят на Неапол Франческо I Бурбон-Двете Сицилии през 1785 г.
Конструкцията е разширена по време на управлението на Карл Емануил III и Виктор Амадей III с приноса на други архитекти, включително Джовани Томазо Пруното, Лодовико Бо и Бенедето Алфиери. През 1740 г. са добавени още две крила, в които се помещават конюшните и селскостопанските навеси, които ограждат дългата алея с дървета на входа на имението.

### XIX век
Наполеон Бонапарт е в двореца от 5 до 16 май 1805 г., преди да замине за Милано за коронацията си като крал на Италия. Тук той обсъжда с главните политически служби на Торино, приветствайки кмета, съдебната власт и духовенството, начело с архиепископ Карло Луиджи Буронцо дел Синьоре. Изглежда, че кардиналът, строго порицан от императора за предполагаемата си кореспонденция с Карл Емануил IV Савойски, е обект на дискусия, довела до заместването му с епископа на Акуи Терме монсеньор Джачинто дела Торе.
През 1808 г., макар и за кратки периоди, в двореца пребивава Полин Бонапарт със съпруга си, принц Камило II Боргезе, тогава генерал-губернатор на Пиемонт.
През 1832 г. сградата се връща в собственост на кралското семейство и на 12 април 1842 г. там се празнува бракът между Виктор Емануил II, бъдещ първи крал на Италия, и австрийката Мария Аделхайд Хабсбург-Лотарингска. След това комплексът е предаден на Италианската държава през 1919 г., а през 1925 г. е върнат заедно с околните имоти на Ордена на св. Маврикий.
През XIX век в продължение на няколко години е домакин на индийски слон, подарен на Карл Фелиск. Слонът Фриц става известен, но след няколко години полудява и започва да унищожава околностите си (знаците все още се виждат върху дървените части); убит е и е дарен на зоологическия музей на Торинския университет; изложен е в Регионалния музей на естествените науки в Торино. От 1919 г. в сградата на Ступиниджи се помещава Музеят на изкуството и обзавеждането, обединяващ вътре много мебели от Савойските резиденции, както и други, принадлежащи на италианските дворове преди обединението на Италия, като този на Бурбоните-Парма и техния херцог Дворец Колорно.
Дългият проект за реставрация, който започва през 1988 г., е ръководен от архитектите Роберто Габети и Маурицио Момо и от Студио „Изоларкитети“ (Аймаро Ореля д'Изола).
Сградата е периодично домакин на международни художествени изложби.

## Архитектура
Планът на сградата се определя от фигурата на четирите рамена във формата на Андреевски кръст, излизащи от централната ос, съвпадаща с пътеката, която води от Торино до двореца през красива алея с дървета, която върви покрай селски къщи и конюшни, и стари стопански постройки на двореца.
Централното ядро се състои от голяма централна зала с овален план, от която тръгват четири по-ниски ръкава, за да образуват Андреевски кръст. Кралските апартаменти и апартаментите за гости са разположени в крилата. Сърцевината на сградата е голямата овална зала с двойна височина, оборудвана с „вдлъбнато-изпъкнали“ балкони, увенчана със статуята на Елена, дело на Франческо Ладат. Със заминаването на Филипо Ювара от Торино за Мадрид принц Карл Емануил III поверява ръководството на работите на Джовани Томазо Пруното, който разширява сградата, като започва от скиците, оставени от Ювара, като по този начин се опитва да запази сложната игра на светлина и форми, скъпи на неговия предшественик. Ето как голям брой художници са извикани в двора,  за да украсят новите зали. Интериорът е в Италианско рококо, съставен от скъпоценни материали като лак, порцелан, позлатена мазилка, огледала и бриар, който днес се простира върху площ от приблизително 31 000 квадратни метра, докато 14 000 са заети от съседни сгради, 150 000 от парка и 3800 от външните лехи; общо има 137 зали и 17 галерии.
Сградата се простира напред, ограждайки обширен осмоъгълен двор, към който гледат обслужващите сгради.
Сред фините мебели, създадени за сградата, изпъкват тези на Джузепе Мария Бонцаниго, Пиетро Пифети и Луиджи Приното. В сградата са запазени декорации от венецианските художници Джузепе и Доменико Валериани, Гаетано Перего и от виенчанина Кристиян Верлин. Заслужава да се споменат и стенописите на Виторио Амедео Чиняроли, Джан Батиста Крозато и Шарл-Андре ван Лоо.

### Вход
Започвайки от входа на комплекса, се влиза в обширната площ на Портретната галерия, някога част от страничните конюшни, проектирани и построени от Филипо Ювара след завършването на централния комплекс на сградата. Следователно това пространство е било използвано за съхранение на карети и подслон на коне по време на лов. Тук днес се намира оригиналната статуя на елена на Ступиниджи, създадена от Франческо Ладат през 1766 г., която доминира купола на централната зала и която е поставена на закрито в залата през 1992 г. и е заменена с модерно бронзово копие от съображения за опазване. Скулптурата е заобиколена от портрети, изваяни в дървен барелеф, поръчани от Виктор Емануил II и първоначално предназначени за замъка Монкалиери. Първо в антибиблиотеката и след това в библиотеката може да се види промяната във вкуса от средата на XVIII век, тоест когато площта на конюшните е намалена, за да се освободи място за библиотека, преградена с рафтове, проектирани от Бенедето Алфиери и боядисани в цветове като синьо, слонова кост и златно, придружени от алегории на изкуствата и науките, нарисувани от Джузепе Ногари над вратата.

### Апартамент на херцога на Шабле
Известен също като „Източен апартамент“ (за разлика от ефектния Западен апартамент), наборът от зали е разширен под ръководството на Бенедето Алфиери през XVIIII век, за да побере залите на Бенедикт Савойски, херцог на Шабле и син на крал Карл Емануил III. Апартаментът е обект на реставрация, също финансирана благодарение на средства от тотото.

#### Игрална зала
Залата с най-голям размер и стил в апартаментите на Херцога на Шабле несъмнено е игралната зала – голямо пространство, предназначено за забавление на двора, вмъкнато в правоъгълна зала със заоблени ъгли и две големи ниши по по-дългите страни. Таванът, декориран от Джовани Пиетро Поцо през 1765 г., възприема същите екзотични и ориенталски мотиви като стените, които играят ролята на елегантна рамка за игралните мебели, налични в залата: всекидневна от средата на XVIII век, игрална маса в стил Луи XV със скъпоценна шахматна дъска, инкрустирана с абанос и слонова кост, както и бюро с изискани инкрустирани фигури от слонова кост от началото на XVIII век. Шиноазериите и порцеланът, присъстващи в тази среда, също са интересни и пасват добре на екзотичната декорация на комплекса.

#### Огледална зала и Кабинет на Полин Бонапарт
Тези две зали, съседни една на друга, представляват уникум в рамките на двореца. Първата, декорирана с много особен вкус на рококо, е украсена с щукатури и огледала от стените до тавана, отново по идея на Джовани Пиетро Поцо през 1766 г. с помощта на Микеле Антонио Рапу при създаването на боазерии (дървени панели). Полилеят обаче е по-стар и датира от 1740-те г., и е украсен със скулптури на птици от ковано желязо.
Кабинетът на Полин Бонапарт дължи славата си на факта, че е оборудван в сегашния си вид от Полин Бонапарт, сестрата на Наполеон, по време на нейния престой в двореца, когато тя и съпругът ѝ са назначени за губернатори на Пиемонт. В малката стая се помещава прекрасна мраморна вана, украсена с барелефи, изобразяващи императорските знаци с наполеоновия орел.

#### Зала „Бонцаниго“
След като става известна с шкафа (който служи като библиотека и бюро), създаден от Джузепе Мария Бонцаниго, с който залата сега е свързана, тя също е сцена на работата на други художници, включително Джовани Батиста Алберони, който създава фреската на тавана през 1753 г., и Пиетро Доменико Оливеро, който се погрижва за зоната над вратите между 1749 и 1753 г. Това, което се откроява от бароковата украса, са мебелите в класически стил, сред които се откроява огледалото на Бонцаниго, което поставя овален портрет (чиято рамка също е на художника от Асти), изобразяващ Йосиф Бенедикт Савойски, граф на Мориен.

#### Молитвена зала
Известна още като „Ловната зала“, тази зала е украсена със зелена дамаска по стените и с ловни сцени, рисувани през 1753 г. от пиемонтския художник Джовани Батиста Алберони. Славата и името на самата зала  обаче се отнасят до „прегадио“, тоест място за коленичене, фино инкрустирано от майстора на мебели Пиетро Пифети през 1758 г., направено от орехов корен с позлатени бронзови включвания и характеризиращо се с разкошен завършваш перваз.

#### Спалня
Спалнята на херцога се характеризира с оригинални лилаво-червени тапети, с горни врати, декорирани през 1763 г. от Микеле Антонио Рапу с цветни и плодови мотиви. Тук са събрани някои от най-важните и ценни мебели в пиемонтски стил, присъстващи в ловната хижа, сред които се открояват скрин, бюро и място за коленичене, изработени от дърводелеца Пиетро Пифети с инкрустации от различни дървета, слонова кост, месинг, черупка на костенурка и седеф. В залата има легло с балдахин с червена драперия в стил Луи XV.

### Апартамент на кралицата
Апартаментът на кралицата е построен през 1730 г. за Поликсена фон Хесен-Рейнфелс-Ротенбург, съпруга на Карл Емануил III Савойски, за да бъде домакин по време на престоите на двореца в двореца за сезонни ловни пътувания.

#### Предверие и Зала на кралицата
С фрески между 1733 и 1734 г. от художника Джовани Батиста Крозато (вече работещ във Вила „Тезориера“) с картината на тавана, изобразяваща Жертвоприношението на Ифигения, заобиколена от гледки от XVIII век, предверието на кралицата е една от четирите зали, които гледат към централна зала на сградата. Между 1738 и 1739 г. стенописите са придружени от новата продукция на художника Франческо Казоли, които са частично придружени от работата на Джузепе Мария Бонцаниго, който реконструира стаята от 1786 г., предлагайки я отново в стила на Луи XVI. В това предверие има четири овални платна, изобразяващи принцеси от Савойския дом, от неизвестен художник, включително Мария Йоанна Батиста Савойска-Немур и Мария Кристина  Бурбон-Френска. Интересни са рамковите декорации по стените, изработени от синьо стъкло и златист метал, също дело на Бонцаниго.
В съседната спалня на кралицата обаче таванът е изрисуван от Шарл-Андре ван Лоо с Почивка на Диана сред нимфите, свързана с дървена ламперия от епохата и рокайлни декорации. Към спалнята е прикрепена съблекалнята на кралицата, украсена с китайски фигури и полихромни херувими.

### Апартамент на краля
Този апартамент, като близнака на апартаментите на кралицата, също има предверие, спалня и тоалетна, запазени за суверена. Пространствата са създадени за Карл Емануил III Савойски в началото на 1730 г. и след това са модернизирани по заповед на Виктор Амадей III Савойски през втората половина на същия век.

#### Зала на оръженосците
То също, подобно на предишните описани предверия, свързани с основната зала на сградата, Залата на оръженосците, е една от първите зали в структурата, която през 1733 г. е украсена с фрески от Джовани Батиста Крозато и Джероламо Менгоци Колона с митологични сцени. Напротив, създаването на боядисани врати и врати датира от 1778 г., когато Виторио Амедео Чиняроли изобразява сцени на лов на елени в савойските резиденции, картини, вероятно вдъхновени от цикъла на идеален лов, създаден от фламандския Жан Миел за Кралския дворец на Венария Реале.

#### Предверие и Зала на краля
Оставайки незавършена до 1737 г. поради заминаването на Филипо Ювара за испанския двор, предверието на краля е поверено, както и другите крила на сградата, на надзора на Джовани Томазо Пруното, който наследява Месина по строежа на Ступиниджи. Фреските са поверени на Микеле Антонио Милоко със сцени, също взети от мита за Диана, рисувани под прякото ръководство на Клаудио Франческо Бомон. Представените мебели са в стил Луи XV и Луи XVI; от особена ценност са горните врати и декорациите върху тях, с картини на Пиетро Доменико Оливеро. По стените има портрети, подписани от Жан-Етиен Лиотар.
Спалнята на краля, съседна на предверието, е с неоригинални тапети по стените, тъй като е преустроена след Втората световна война поради сериозните щети, претърпени във времето. В допълнение към картините на Жан-Етиен Лиотар, стените също имат гротескни надвеси, рисувани от Джовани Франческо Фариано. Интересни в тази зала са молитва и колекция от медали на Пиетро Пифети от първата половина на ХVІІІ век. В кабинета на суверена, в съседство със спалнята, има и прекрасен портрет на кралица Поликсена Кристина фон Хесен-Ротенбург с нейните деца, рисуван от художника Мартин ван Майтенс.

#### Параклис „Св. Хуберт“
Наричан Зала на бюфетите до 1767 г. заради банкетите, които се провеждат тук, той е преименуван на Параклис на Свети Хуберт, когато е използван като параклис, посветен на Свети Хуберт или, по-точно, предпараклис, във връзка с всъщност собствено религиозно пространство, създадено зад основната стена, обикновено покрито от поглед от два големи боядисани дървени панела. Иняцио Бираго, Джакомо Бори, Иняцио Нипоте и Гаетано Перего работят по трансформацията на Залата на бюфетите, декорирайки тавана и се погрижиха за щукатурите.

### Централна зала
Централната зала, истинското сърце на сградата, е първата завършена идея на Филипо Ювара и опорната точка, около която се развива целият му проект за комплекса. Залата изглежда като голяма стая с овална форма, завършваща с купол, затворен от сводест таван, без купол или горни отвори. Още през 1730 г. може да се каже, че стената на същата зала е завършена и на 10 февруари 1731 г. кралят възлага на болонските братя Джузепе и Доменико Валериани да нарисуват голяма фреска върху свода, изобразяваща Триумфа на Диана, класическата богиня на лова, който се появява в изображението между облаците, над небесна колесница, гледаща към гори и гори. Наоколо също има пути с игра или гирлянди от цветя, оградени от нимфи и горски гении. На върха на четирите стълба, които поддържат купола на залата, точно под голямата фреска, има четири едноцветни медальона, представящи други епизоди, свързани със същото божество. Работата по създаването на тези стенописи започва още на 8 март, завършвайки през 1733 г. Изглежда, че Ювара налага квадратурната схема на двамата братя, за да не развали сложния си цялостен дизайн: тази хипотеза изглежда е подкрепена от фалшивата архитектура на трезора, в стила на Ювара.
След като Ювара умира, идеята на художника от Месина за поставяне на големи скулптурни групи от кучета и елени близо до големите прозорци на хола никога не е завършена, за да не се ограничи прекомерно прекрасната перспективна гледка, която все още може да се насладиш днес, когато се гледа навън. От друга страна, проектът, поверен на Джузепе Мароко, за 36 дървени ветрила (апликации) с глави на елени, които се показват по стените на стаята, е завършен. От същия период са и позлатените дървени инкрустации на балюстрадата на певците в горната част на залата и предпазителите на камината, рисувани от ломбардиеца Джовани Кривели (1733 г.).
Заслужава да се спомене и четирите мраморни бюста, създадени през 1773 г. от Джовани Батиста Бернеро, които гледат към същия брой входове към залата и които представляват малки божества, свързани с лова и полетата: Церера, Помона, Наяда и Напея.
Залата, изпълнена със своята структура и декорации с цялата онази театралност, типична за архитектурата от XVIII век, също привлече вниманието на няколко съвременници, които имат възможност да я видят лично като френския гравьор Шарл Никола Кошен, пазител на кабинета на рисунките на краля на Франция във Версай, който обаче критикува изобилието от декорации и прекомерната ексцентричност. На същото мнение, макар и възхитен, е Жозеф Жером Лалан, който съобщава как Ювара се е концентрирала почти изцяло върху залата, оставяйки всичко останало на заден план и разкривайки как се подготвя като „мечта на архитекта“, твърде рисковано за градска дворец и осъществима само за разкошна селска резиденция.

### Апартамент на Савойския херцог
Наричан още Западен апартамент (за разлика от ефектния Източен апартамент), наборът от зали е разширен под ръководството на Бенедето Алфиери през XVIII век, за да побере залите на Виктор Емануил, херцог на Аоста и син на крал Виктор Амадей III.
Апартаментът се отваря на входа с атриум, характеризиращ се с две статуи, представляващи съответно Мелеагър и Аталанта. Следващите две предверия се характеризират с декорация от втората половина на XVIII век, която се дължи на школата на Чиняроли със сцени от лов и селски живот, гоблени и мебели в стил Луи XIV и Луи XV.
Двете спални на херцога и херцогинята на Аоста съдържат мебели в стил Луи XV и Луи XVI, както и други мебели от пиемонтско производство от XVIII век.

## Градина на двореца и ловна хижа
В Ступиниджи ясно се разграничават градината на ловния павилион и заобикалящата я ловна хижа: комплексът всъщност е вмъкнат в обширна геометрична градина, характеризираща се с непрекъсната последователност от цветни лехи, партери и алеи, които могат да бъдат за всички намерения и цели, считани за действителната градина на двореца. Този парк, ограден със стена и пресечен от дълги алеи, е проектиран от френския градинар Мишел Бенар през 1740 г.
Ловният парк или имението вместо това се състои от огромната площ от почти 1700 хектара, която се простира извън оградения парк и която е отчуждена от херцог Емануил Филиберт Савойски през 1563 г. от семейство Палавичини. Тази област включва земя и гори, които днес са включени в общините Никелино, Орбасано и Кандиоло.
Територията, която през вековете остава с останалата част от сградата на разположение на савойските ловци, е поставена под защита през 1992 г. със създаването на природен парк Ступиниджи за защита на дискретното разнообразие от фауна, която го населява.

### Менажерия на Ступиниджи
В Ступиниджи първата менажерия или зоологическа градина е построена вътре в двореца през 1814 г., веднага след реставрацията. Животните, налични за радостта на двора, всъщност първоначално са били добре дошли в местността Викоманино, в поредица от помещения, адаптирани за целта.
Животните са прехвърлени от 18 март 1826 г. по молба на граф Джован Батиста Камило Ришелми ди Бовил, големият ловец на Негово Величество, който поисква животните, присъстващи в комплекса, да бъдат прехвърлени в павилиона отляво (сегашната сграда на Свети Карл), по-специално за опазване на екзотични животни, идващи от климат, много различен от този на Пиемонт.
Тази менажерия е отговорна не само за храненето и развъждането на животни за удоволствието на двора и за зоологическата градина на савойските владетели, но и за снабдяването с необходимия дивеч за лова, който все още се провежда редовно в имението. В ловното стопанство е имало около 2000 елена  лопатари.
Отново граф Ришелми, отново през 1826 г., се заинтересува да осигури необходимото пространство да бъде подготвено за настаняване на голям индийски слон, който валията на Еипетския еялет Мохамед Али паша дарява на Карл Феликс Савойски. На следващата година, на 4 юни, животното (наречено Фриц) прави тържественото си влизане в имението Ступиниджи, като е поверено на грижите на своя личен настойник Стефано Новарино. Огромното животно остава на мястото си до 3 ноември 1847 г., когато убива новия си 29-годишен пазач с удар на хобота си. Инцидентът, заедно с прекомерните разходи за поддръжката му (около 17 000 лири на година), в крайна сметка довежда до убийството на животното вечерта на 8 ноември 1852 г. чрез асфиксия, с издишване на  въглеродна киселина, което продължава шест последователни часа. Слонът е на 53 г. при смъртта си. Месото му е продадено на висока цена, докато кожата е поставена в настоящия Регионален музей на естествените науки в Торино.
Самият Ришелми подчертава в доклада си как сред видовете, които са част от кралската менажерия в Ступиниджи, са „мъжки ягуар от Америка, две женски мечки от Савоя, два мъжки чакала от Африка, казуар, кенгуру, вълк, няколко диви свине, много птици, включително орел и няколко лешояда.“
Също през 1852 г. Виктор Емануил II, който също е един от поддръжниците на възраждането на Ступиниджи като ловен павилион, постановява прехвърлянето на останалите животни в градината на Кралския дворец в Торино, включително конете, използвани за лов.

## Ловният павилион в масовата култура
- Апартаментът на Карл Феликс Савойски от 22 май до 15 юни 1987 г. е домакин на изложбата на живопис на чехословашкия художничка Джиндра Хусарикова
- Екстериорът на павилиона е домакин на всички епизоди от 27-ото издание на Игри без граници (1996 г.).
- През февруари 2004 г. 27 предмета (включително някои шедьоври на Пиетро Пифети, Джузепе Мария Бонцаниго и Луиджи Приното) и четири картини са откраднати от музея на стойност 40 милиона евро. За щастие всички части са намерени в добро състояние на 26 ноември 2005 г. в поле близо до Виластелоне.
- Сградата е домакин на заснемането на някои сцени от телевизионния сериал „Елиза от Ривомброза“
- Квалификационната и елиминационната фаза на Световното първенство по стрелба с лък през 2011 г. се провежда в парка на сградата.
- В сградата са снимани филмите „Война и мир“ (1956), „Банкерите на Бога“ (2002) и „Вземи душата ми“ (2002).
- През юни 2012 г. е снимачната площадка за телевизионната версия на „Пепеляшка“ на Джоакино Росини, режисирана от Карло Вердоне
- През юли 2016 г. е снимачната площадка на филма Ulysses - A Dark Odyssey ( 2018 ) и „The King's Man: Първа мисия“ (2022)
- През 2018 г. резиденцията отваря врати за рок музиката и се превръща в ексклузивно място за Соник Пакр Ступиниджи (25 юни – 11 юли) – фестивал, създаден да бъде домакин на отлични музикални събития и да засили присъствието в Италия на важни места, в които да се предлагат артисти международни. Звездната атракция на първото издание са Дийп Пърпъл.
- През 2019 г., в рамките на второто издание на същия фестивал, Кинг Кримсън на Робърт Фрип свирят в Италия за турнето по повод 50-годишнината от тяхната кариера[14]
- През 2022 г. са заснети някои сцени от епизод от втория сезон на телевизионния сериал на Нетфликс Астрологически пътеводител за разбити сърца (2021-2022).